# Weiße Jungs bringen’s nicht
Weiße Jungs bringen’s nicht (Originaltitel: White Men Can’t Jump) ist eine US-amerikanische Filmkomödie aus dem Jahr 1992. Regie führte Ron Shelton, der auch das Drehbuch schrieb.

## Handlung
Billy Hoyle, ein weißer ehemaliger Basketballprofi, wettet häufig mit Afroamerikanern, die behaupten, weiße Männer seien nicht imstande, guten Basketball zu spielen. Meist gewinnt er diese Wetten. Eines Tages lernt Hoyle den Afroamerikaner Sidney Deane kennen, mit dem er fortan als Team auftritt und Wetten annimmt. Eines Tages verlieren die beiden 1700 Dollar. Hoyle und seiner Freundin Gloria Clemente kommt es merkwürdig vor, dass Deane in diesem Spiel deutlich unter seinen Möglichkeiten spielte. Er und Clemente besuchen Deane und fordern die Rückgabe des Geldes; dort erkennt Hoyle seine Spielgegner wieder, die ebenfalls zu Besuch sind. Clemente spricht mit Deanes Ehefrau, die die Rückgabe des Geldes ablehnt, aber vorschlägt, dass Hoyle und Deane gemeinsam an einem Wettbewerb teilnehmen.
Hoyle beschimpft vor einem der Wettbewerbsspiele seine Gegner, weswegen er mit Deane streitet, der die Beschimpfungen für unnötig hält. Das Team gewinnt 5000 Dollar Preisgeld. Auf dem Rückweg wettet Hoyle um seine Hälfte, dass er in der Lage ist, einen Slam Dunk auszuführen, doch verliert diese Wette und das Geld. Daraufhin wird er von der wütenden Clemente verlassen. Zwei Geldeintreiber der Mafia fordern von Hoyle zudem die Rückzahlung seiner Schulden und zeigen ihm Fotos blutbeschmierter, am Boden liegenden Körper.
Deane und seine Frau wollen derweil in eine bessere Wohnung umziehen. In ihre bisherige Wohnung wird eingebrochen, die Diebe stehlen Bargeld sowie einige Gegenstände und verwüsten die Wohnung. Dadurch werden die Umzugspläne durchkreuzt.
Clemente nimmt am Fernsehquiz Jeopardy! teil und gewinnt. Sie gibt einen Teil des Preisgeldes Hoyle, mit dem sie sich versöhnt. Hoyle setzt das Geld gegen ihren Willen in einer Wette ein, zu der ihn Deane überredet hat. Hoyle und Deane gewinnen das Spiel zwar, aber Hoyle wird von Clemente erneut verlassen. Deane sagt ihm, er solle „auf diese Frau hören“. Auf den Einwand, er selbst habe doch auf die Wette gedrängt, erwidert er, Hoyle sei erwachsen und müsse seine Entscheidungen selbst treffen. Die beiden treten nun gegen Duck Johnson und Eddie the King an und besiegen sie. Den finalen Punkt holt Billy, in dem er den Ball dunkt.
Hoyle zahlt seine Schulden zurück, die er bei der Mafia hat. Danach machen die Geldeintreiber ein fingiertes Foto von dem scheinbar blutenden, auf dem Boden liegenden Hoyle. In der letzten Szene bittet Hoyle Deane, ihm einen regulären Job zu besorgen und spielt freundschaftlich gegen ihn.

## Kritiken
Roger Ebert schrieb in der Chicago Sun-Times vom 27. März 1992, der „sehr kluge“ und „sehr witzige“ Film thematisiere unter anderen Loyalität und Betrug („which is all about language and timing and loyalty and betrayal, and is very smart and very funny“) und sei nicht einfach ein Film über Basketball. Ebert lobte die Darstellung von Rosie Perez, die eines Oscars würdig sei. Die von Perez und Harrelson gespielten Charaktere weisen „erfrischende Direktheit“ auf.
Das Lexikon des internationalen Films schrieb, der Film sei eine „in den Sportsequenzen fulminant choreografierte und inszenierte „kleine“ Komödie, die in den Nebenhandlungen etwas schwunglos, aber dank ausgezeichneter Darsteller stets vergnüglich“ sei. Er verstehe es, „mit aufreizender Leichtigkeit ‚Vorurteile‘ ad absurdum zu führen“.
Die Zeitschrift Cinema schrieb, die „gelungene Komödie“ erzähle „in erster Linie […] vom alltäglichen Überlebenskampf im Schmelztiegel L. A.“ Ron Shelton zähle „zu den fähigsten Regisseuren“ der Sportfilme.
Prisma urteilte: „Hervorragend gespielter und fotografierter Spieler- bzw. Trickbetrügerfilm im Stile von "Die Farbe des Geldes". Regisseur Ron Shelton reicherte seinen Film mit starken Sprüchen an, die durch die Synchronisation ein wenig an Witz verlieren, denn im Original spielen sich Snipes und Harrelson auch verbal gekonnt die Bälle zu.“

## Auszeichnungen
Woody Harrelson und Wesley Snipes wurden im Jahr 1993 in zwei Kategorien für den MTV Movie Award nominiert.
Die Deutsche Film- und Medienbewertung FBW in Wiesbaden verlieh dem Film das Prädikat „wertvoll“.

## Hintergründe und Neuverfilmung
Der Film wurde in Los Angeles gedreht. Er spielte in den Kinos der USA ca. 76 Millionen US-Dollar ein. Marques Johnson spielt eine Nebenrolle als leicht verrückter „Raymond“. Johnson spielte zwischen 1978 und 1986 in der NBA (Bucks, Clippers und Warriors).
Freeman Williams, der „Duck“ Johnson spielt, spielte ebenfalls in der NBA (u. a. für die Clippers, Jazz und Bullets).
Der spätere NBA-Star Gary Payton spielte als Statist mit.
1995 erschien eine Videospielumsetzung für den Atari Jaguar, welche lose auf der Filmhandlung basiert.
Im Januar 2017 wurde bekannt, dass es eine Neuverfilmung geben wird. Das Drehbuch und die Produktion übernimmt für 20th Century Fox Kenya Barris in Zusammenarbeit mit dem NBA-Spieler Blake Griffin und NFL-Spieler Ryan Kalil. Die Neuverfilmung White Men Can't Jump wurde schließlich 2023 veröffentlicht, die Regie übernahm Calmatic. In tragenden Rollen sind Sinqua Walls und Jack Harlow zu sehen.